# Pararge tigeliiformis
Pararge tigeliiformis är en fjärilsart som beskrevs av Ruggero Verity 1911. Pararge tigeliiformis ingår i släktet Pararge och familjen praktfjärilar. Inga underarter finns listade i Catalogue of Life.